# Црква Светог пророка Илије у Клисури
Црква Светог пророка Илије у Клисури, насељеном месту на територији општине Бела Паланка, православни је храм који припада Епархији нишкој Српске православне цркве.
Почетком 20. века у овом селу откривено је црквиште светог Илије у атару села познатијем као „стара Црква”. Највероватније да је ту некада и била црква, будући да су на том месту пронађени темељи и зидови у облику православног храма. Године 1907.  мештани села доносе одлуку о изградњи нове цркве посвећене Светом пророку Илији у центру села. Удруженом акцијом сакупљају и преносе сав материјал са старог црквишта који је могао да се искористи за изградњу новог храма. Убрзо након прикупљања материјала кренуло се и са изградњом, која је трајала око пет година. Око овог храма, на дан светог Илије, и данас се окупњају малобројни мештани села Клисура.